# Antoine Galland
Antoine Galland (født 4. april 1646 i Rollot, Pikardiet, død 19. februar 1715 i Paris) var en fransk orientalist og numismatiker, og den første europæiske oversætter af eventyrsamlingen Tusind og en Nat. Samlingen udkom i tolv bind mellem 1704 og 1717, og fik stor betydning i europæisk litteraturhistorie og for europæeres holdninger til den islamske verden.

## Biografi
Galland studerede ved Collège Royal og Sorbonne i Paris. Hans fremragende græskkundskaber førte til at den daværende franske sendemand, Marquis de Nointel, i 1670 overtalte ham til komme til Konstantinopel (det nuværende Istanbul), hvor han blev i fem år. Der tilegnenede han sig yderligere sprogkundskaber, og lagde grundlaget for sin betydelige møntsamling.
I 1676 rejste Galland til Jerusalem, for at undersøge, registrere og skitsere gamle mindesmærker og indskrifter. I samme hensigt drog han i 1679 til Levanten på mission fra Det franske Ostindienkompagni.
Efter tilbagekomsten i 1701, blev han medlem af Académie des Inscriptions et Belles-Lettres og i 1709 professor i arabisk sprog ved Collège de France.